# 5491 Kaulbach
5491 Kaulbach eller 3128 T-1 är en asteroid i huvudbältet som upptäcktes den 26 mars 1971 av den nederländsk-amerikanske astronomen Tom Gehrels och det nederländska astronomparet Ingrid van Houten-Groeneveld och Cornelis Johannes van Houten vid Palomarobservatoriet. Den är uppkallad efter den tyske målaren Wilhelm von Kaulbach.
Asteroiden har en diameter på ungefär 4 kilometer och den tillhör asteroidgruppen Flora.